# Цариградски друм
Цариградски друм или друм до Стамбола, царски пут, моравски пут, односно велика џада, била је једна од најважнијих саобраћајница у средњем веку на Балканском полуострву која је спајала Београд са Истанбулом. Њена претеча је римски Војни пут (Via Militaris), а пре овога још старија преантичка кретања, која су се одвијала овим правцем. Цариградским друмом у оба правца прошли су многи: појединци, групе, војне формације, било да руше и убијају (Хуни), или да бране (римске легије) и освајају нова пространства (турска надирања). Тим путем прошла је и свита свете браће Ћирила и Методија, који су преко Моравске кнежевине ширили писменост и хришћанство међу Словенима.

## Историја
Темељи најзначајније балканске комуникације — Цариградског друма, постављени су у доба Римљана. Римљани су цело царство премрежили солидним путевима, тако да је 33. године после Христа саграђен и Via Militaris, Војни пут који је од Сингидунума, долином Margusa (Мораве), преко Naissa (Ниша) и Serdicae (Софије) водио ка Малој Азији. Римски пут је био широк 9 корака (6 метара), поплочан великим вишеугаоним плочама или посут песком, праволинијски, са каменим мостовима и миљоказима. Успут су биле станице за промену коња (mutatio) и преноћишта (mansio) распоређене на по један дан хода. 
Траса је иначе, била најприроднија и најкраћа, али је у византијско-словенској епохи била у приличној мери запуштена и занемарена, па су трговачки каравани и изасланства, у једном низу векова, после пропасти римске државе и пре доласка Турака у ове крајеве, користили трасу преко Прве Кутине (онда Бање Кутине), па преко Радикине Баре, Копривнице, Јагличја, преко Преслапa (Змијиних ливада) испод Мосора, Вете, Топонице, Шпајa и Вргудинца у правцу данашње Беле Паланке. Старом античком трасом пролазили су само већи војни одреди или путници и каравани који су били обезбеђени већом оружаном пратњом.
Ову цариградску варијанту трасе Турци су, по свему судећи, открили поткрај 15. века или почетком 16. века и она је водила преко Бање, Јелашнице, Студене, а затим преко Банцарева, Глоговца, Поповог хана, Шпаја и Вргудинца ка данашњој Белој Паланци. Пут је био доста оштећен. Турци су га поправљали за потребе проласка своје војске, али је тај пут, насут шљунком и ситним камењен, био мучан и тежак за путовање, нарочито због блата. Многи путописци су описивали тешко вађење из глиба на моравском путу. Осим војске, путем су се најчешће кретали каравани пуни разне робе, разна званична посланства и понеки светски путник. Путовало се пешке, на коњима и у колима, а путовање је било изузетно опасно. Из густих шума вребали су хајдуци — посебно су били опасни они на Липару код Јагодине и у планини Куновица (Плоче), иза Ниша. Пут од Београда до Ниша трајао је 40 сати не рачунајући одмарања и ноћења.
На појединим опаснијим деоницама нека села су имала задатак да чувају пролазе (дербенде), понегде су грађена мала утврђења (паланке), понегде на погодним местима, као у Нишу, каравансараји у којима су путници могли одседати, у понеким селима и местима могли су се мењати коњи или обављати трговина, итд. Једна од природних препрека на путу биле су шуме (њих су Турци уклањали) или су били хајдуци (који се у литератури помињу махом као „разбојници").
По тој основи, поједина села су добијала дербенџијски статус (обавезу да чувају опасне пролазе), или обавезу да секу дрвеће покрај пута. Обавезу поправке и одржавања Цариградског друма имала су села (која су ту обавезу обављала траљаво), или мајстори и радници за време војничких похода (који су то обављали квалитетније).
Руководећи се религиозним и практичним потребама Турци су, где је било погодно или неопходно, подизали поред друма чесме, или су градили бунарe. На путу су се за саобраћај користили волови, коњи, кола, понекад кочије, па и камиле. Поред волова и коња, коришћени су биволи и муле а као јахаћа животиња и магарац. Цариградски друм су за своје потребе користили путници, трговци, војни одреди, Татари и улаци Архивирано на веб-сајту  (30. август 2014) (курири, весници, поштари), страна и турска изасланства, државне и верске мисије, ходочасници, аџеми и оглани (сакупљачи хришћанске деце и наплатиоци пореза), трговци робљем, преносиоци роба и новца, итд.
Поново враћање 1862. године, на античку трасу преко Куновице на плато Плоче (636 м) успоставио је Митхад-паша (1822—1884). Пут је даље пролазио кроз југозападни део Белопаланачке котлине, ка Белој Паланци, а одатле кроз Цигански Кланац, поред Старчевог Хана, Круше и Хајдучке Чесме, кроз Шумје (познатије као Курашница) у Пирот. Митхад-паша је пут доградио и утврдио јаким караулама. Траса је уз делимичне исправке, коришћена у 19. и 20. веку, све до 1964. године, кад је део трасе, као „Нишавска магистрала“ уведена у Сићевачку клисуру.
На основу пројеката који су направљени крајем 20. века, нови ауто-пут са више трака требало би поново да се врати на Плоче.

## Култура
Остаци Цариградског друма крајем 20. века могу се ту и тамо распознати приликом археолошких радова или случајно. Података о њему има и у топонимији, у оскудној литератури, у легендама, па и у научним истраживањима. По изградњи железничке пруге 1884. године долином Мораве, Цариградски друм губи на значају, а после изградње савременог ауто-пута, практично престаје да се користи. Данас се само по негде виде његови остаци обрасли шумом или коровом.
Мада је још Херодот описивао пловидбу Истером (Дунавом), Бронгос (Велика Морава) и Трибалском долином, у путописце који су оставили сведочанства о Цариградском друму спадају:, Бертрандон де ла Брокијер у 15. веку, Евлија Челебија у 17. веку, као и више енглеских путописаца из 19. века.

## Станице и конаци на Цариградском друму
Неке од станица на римском путу биле су: Mutatio ad sextum (Мали мокри луг), Tricornium (Ритопек), Margum (Кулич, код Смедерева), Viminacium (Костолац), Idimmum (Медвеђа), Horreum Margi (Ћуприја), Praesidium Pompei (Бован, код Алексинца), Naissus (Ниш), Remesiana (Бела Паланка), Turres (Пирот).
За време владавине Турака, конаци на Цариградском друму од Софије до Београда, били су распоређени на удаљености од једног дана хода. У попису коначишта из 1595/96. године на релацији од Софије до Београда била су записана следећа коначишта у часовима хода: од Софије до Сливнице 5 сати, до Цариброда 6 сати, до Пирота 5 сати, до Беле Паланке 5 сати, до Ниша 8 сати, до Алексинца 6 сати, до Ражња 3 сата, до Параћина 6 сати, до Јагодине 4 сата, до Баточине 6 сати, до Хасан-пашине Паланке (Смедеревске Паланке) 6 сати, до Колара 5 сати, обалом Мораве до Хисарџика (Гроцке) 4 сата и до Београда 4 сата. Укупно 73 сата. Пут је од Равне (Ћуприје) настављао према Софији римском трасом. Овом трасом данас пролази магистрални пут Е-80, источни крак Коридора 10, део велике паневропске магистрале (Салцбург—Загреб—Београд—Ниш—Софија—Истанбул), и веза преко Мале Азије са осталим подручјима света.